# Cholet-Pays de Loire 2007
La Cholet-Pays de Loire 2007, trentesima edizione della corsa e valida come evento dell'UCI Europe Tour 2007 categoria 1.1, si svolse il 25 marzo 2007 su un percorso di 202  km. Fu vinta dal francese Stéphane Augé che giunse al traguardo con il tempo di 4h47'39", alla media di 42,135  km/h.
Al traguardo 107 ciclisti tagliarono il traguardo.

## Ordine d'arrivo (Top 10)
| Pos. | Corridore          | Squadra         | Tempo    |
| ---- | ------------------ | --------------- | -------- |
| 1    | Stéphane Augé      | Cofidis         | 4h47'39" |
| 2    | Stéphane Petilleau | Bretagne        | a 3"     |
| 3    | Janek Tombak       | Jartazi         | a 36"    |
| 4    | Romain Feillu      | Agritubel       | s.t.     |
| 5    | Patrice Halgand    | Crédit Agricole | s.t.     |
| 6    | Jan Kuyckx         | Landbouwkrediet | s.t.     |
| 7    | Freddy Bichot      | Agritubel       | s.t.     |
| 8    | Jérémy Roy         | F. des Jeux     | s.t.     |
| 9    | Jonas Ljungblad    | Unibet.com      | s.t.     |
| 10   | Sébastien Duret    | Bretagne        | s.t.     |